# Alastair Windsor (2e duc de Connaught et Strathearn)
Alastair Arthur Windsor, 2e duc de Connaught et Strathearn, né le 9 août 1914 et mort le 26 avril 1943, est membre de la famille royale britannique. Il est le seul enfant du prince Arthur de Connaught et de la princesse Alexandra, 2e duchesse de Fife. Il est un arrière-petit-fils de la reine Victoria par son père et son arrière-arrière-petit-fils par sa mère. 
En 1942, il devient le deuxième duc de Connaught et Strathearn, et le comte de Sussex, quand il hérite du titre de son grand-père. En 1943, à l'âge de 28 ans, il meurt au Canada des suites d'une chute, après être tombé par la fenêtre. 

## Jeunesse

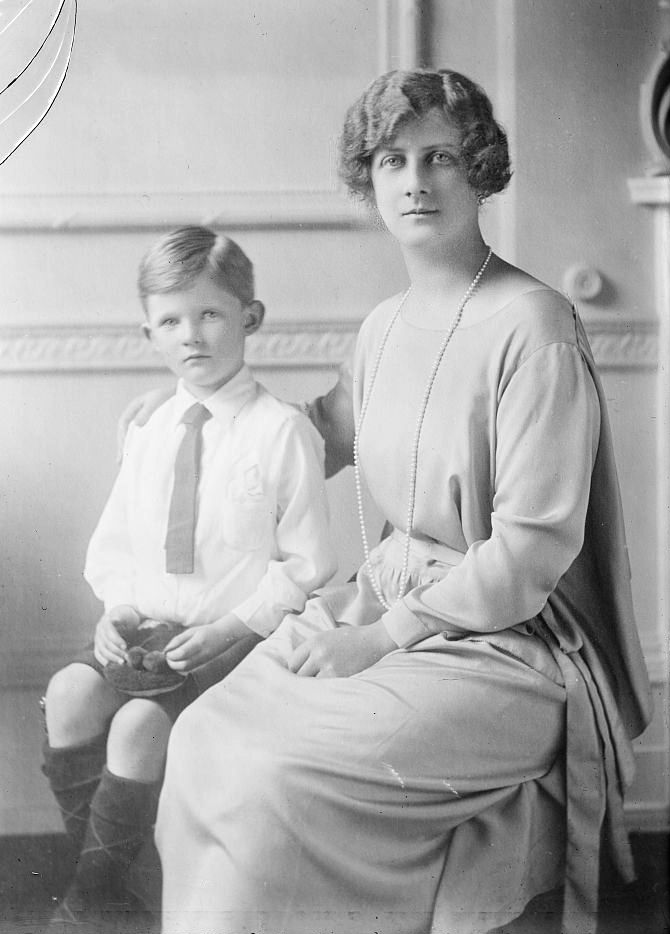
Portrait avec sa mère.

Alastair est né le 9 août 1914 au domicile de ses parents au 54 Mount Street, Mayfair, Londres (aujourd'hui ambassade du Brésil). Son père est le prince Arthur de Connaught, le seul fils d'Arthur de Connaught et Strathearn et de Louise-Marguerite de Prusse. Sa mère est la princesse Alexandra, 2e duchesse de Fife, la fille aînée d'Alexander Duff (1er duc de Fife), et Louise, princesse royale. Alastair est ainsi un arrière-petit-enfant de la reine Victoria par son père et un arrière-arrière-petit-enfant d'elle par sa mère. 
Le prince est baptisé le 1er septembre 1914 au domicile de ses parents  et ses parrains sont le roi George V (son grand-oncle maternel), le roi Alphonse XIII (pour qui Lord Farquhar, un Lord-in-waiting du roi George, mandataire), la reine Alexandra (son arrière-grand-mère maternelle), le duc de Connaught (son grand-père, pour lequel le major Malcolm Murray était mandataire), la princesse Louise, la duchesse d'Argyll (son arrière-tante) et la princesse Mary (sa cousine) . 

## Maison de Windsor

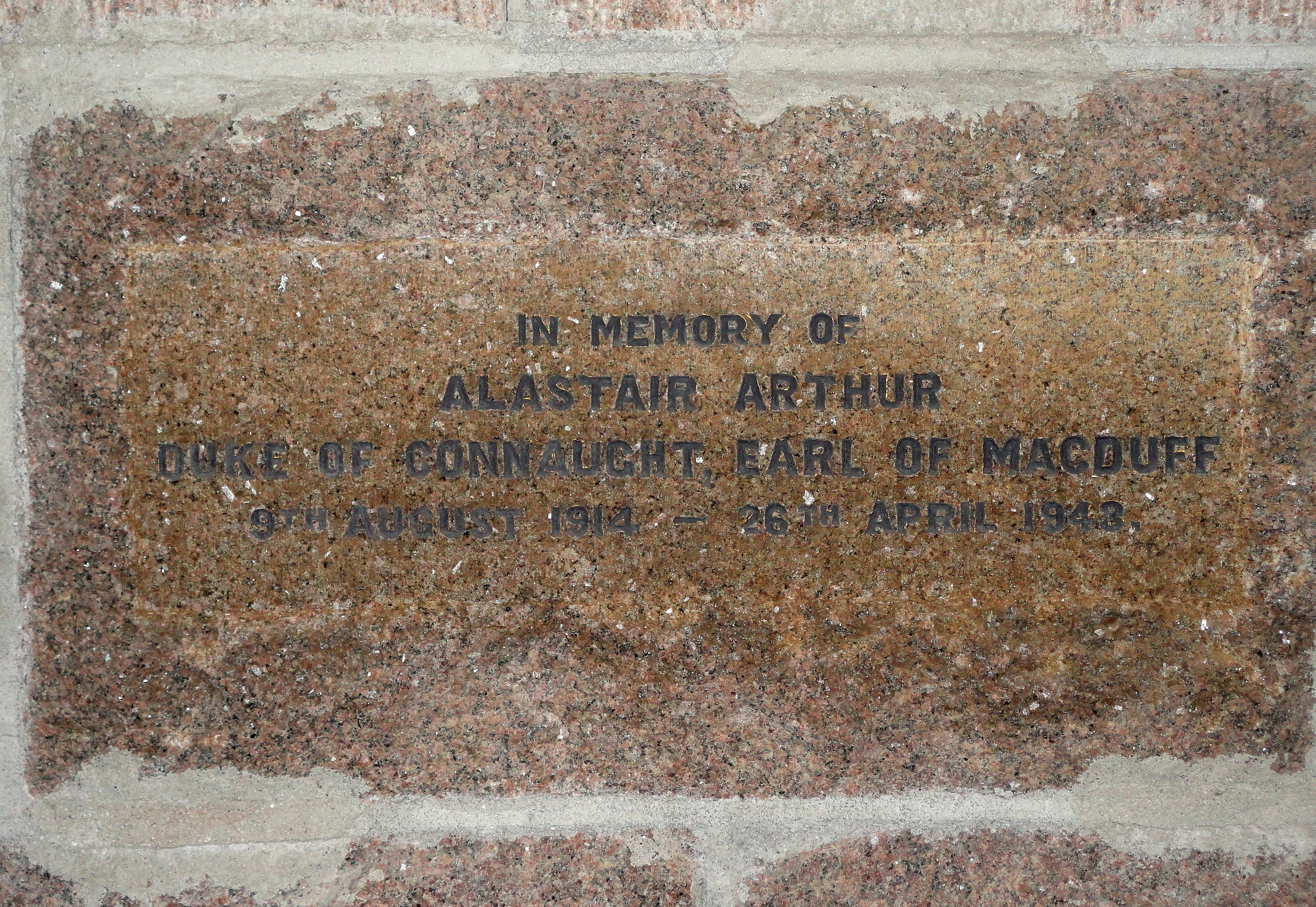
Chapelle St Ninian, Braemar - inscription commémorant le 2e duc de Connaught (1914-1943).

Le prince Alastair est né peu de temps après l'éclatement de la Première Guerre mondiale qui a suscité de forts sentiments anti-allemands au Royaume-Uni. George V a répondu à cela en changeant le nom de la maison royale de la maison de Saxe-Cobourg-Gotha en maison de Windsor et en abandonnant tous les titres allemands appartenant aux membres de la famille qui sont des sujets britanniques. 
Dans des lettres patentes datées du 20 novembre 1917, George V entreprend une nouvelle restructuration des titres royaux en restreignant les titres de prince ou de princesse et le qualificatif d'altesse royale aux enfants du souverain, aux enfants des fils du souverain et aux fils vivant du fils aîné du prince de Galles. Cela excluait Alastair, qui est un arrière-petit-fils d'un ancien souverain mais qui n'est pas le fils aîné vivant du fils aîné du prince de Galles. Il a en outre déclaré que tous les titres des "petits-enfants des fils de ces souverains dans la lignée masculine directe (sauf le fils aîné vivant du fils aîné du prince de Galles) auront le qualificatif et le titre dont jouissent les enfants de Ducs. " . Alastair est né au neuvième rang de la succession, derrière les six enfants de George V, sa grand-mère et sa mère. À sa mort, il était 12e dans la lignée de succession. Sa mère et lui étaient les deux premières personnes derrière les descendants de George V. 

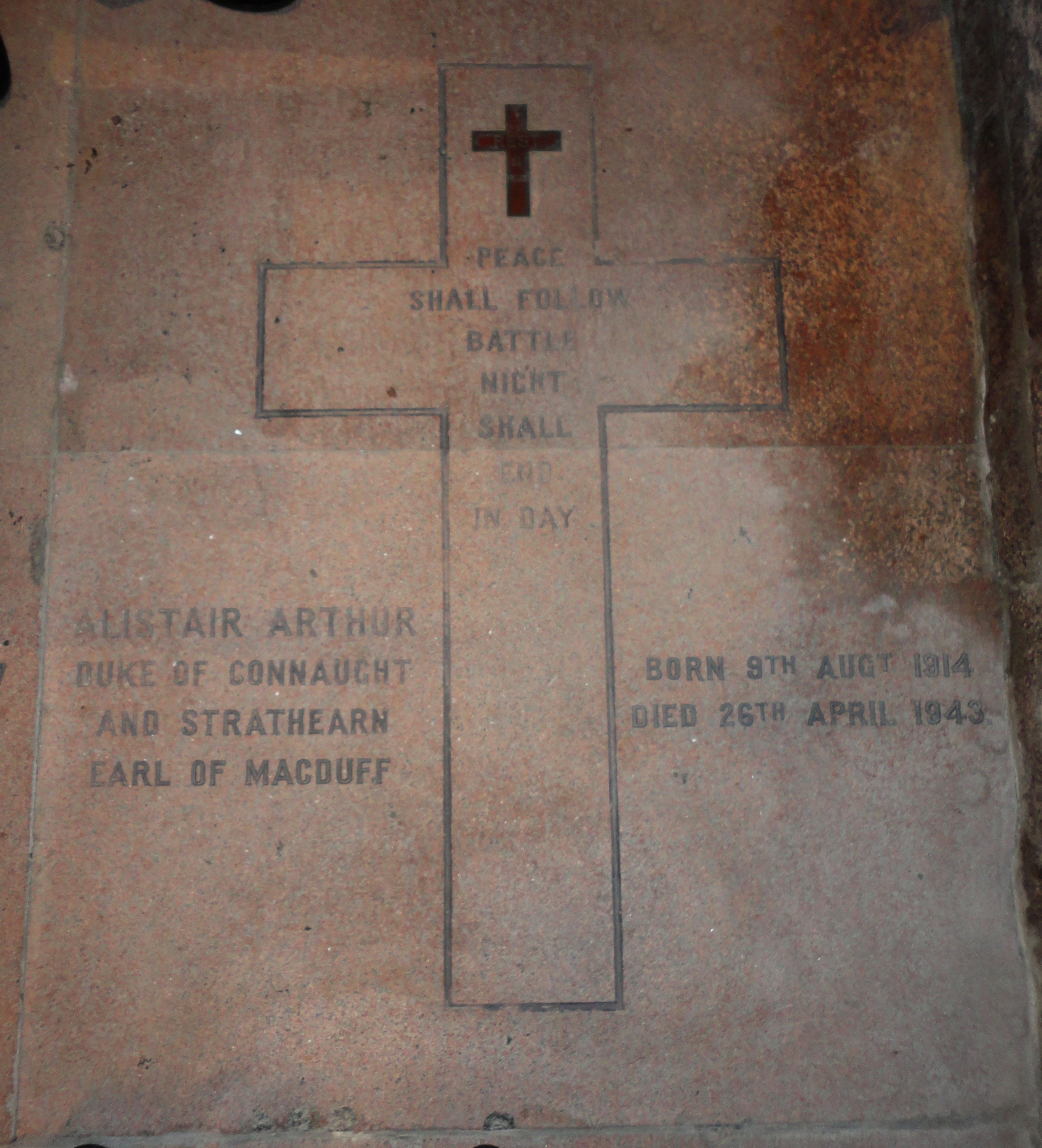
Braemar, domaine Mar Lodge, chapelle St Ninian - Tombe du 2e duc de Connaught (1914-1943)

Il fait ses études à Bryanston et au Collège militaire royal de Sandhurst. Le 31 janvier 1935, il reçoit une commission de sous-lieutenant dans le Royal Scots Greys (2nd Dragoons), le régiment de son père  basé en Égypte à partir de 1936. En 1939, il est promu lieutenant le 14 juillet  et affecté à Ottawa comme aide de camp de son parent le comte d'Athlone, alors gouverneur général du Canada ; son propre grand-père avait occupé le même poste pendant la Première Guerre mondiale. 
Son père étant décédé en 1938, Alastair devient, à la mort de son grand-père en 1942, duc de Connaught et Strathearn et comte de Sussex . Cependant, il est décédé en 1943 à l'âge de 28 ans "en service actif" à Ottawa, Ontario, Canada, dans des circonstances inhabituelles. Les journaux intimes de Sir Alan Lascelles, secrétaire privé du roi George VI, publiés en 2006, indiquent que le régiment et Athlone l'avaient rejeté comme incompétent  et il est tombé par la fenêtre lorsqu'il était ivre et a péri d'hypothermie pendant la nuit. Theo Aronson, dans sa biographie de la princesse Alice, comtesse d'Athlone, a simplement déclaré que le duc "a été retrouvé mort sur le sol de sa chambre à Rideau Hall le matin du 26 avril 1943. Il était mort, apparemment, d'hypothermie. "  Marlene Eilers Koenig, qui a écrit sur la mère du duc dans un article pour le magazine Majesty, a noté qu'il avait été retrouvé allongé "près d'une fenêtre ouverte". Les journaux de l'époque citaient la cause du décès comme "causes naturelles" . 
Ses cendres ont été enterrées à la chapelle St Ninian, à Braemar, en Écosse .